# Syringa Marshall-Burnett
Syringa Marshall-Burnett CD, JP (11 tháng 5 năm 1935 – 10 tháng 10 năm 2014) là một y tá, nhà giáo dục người Jamaica, và cựu chính trị gia của Đảng Quốc gia Nhân dân. Là một nhà lãnh đạo trong nỗ lực tạo ra một chương trình giáo dục điều dưỡng tại trường đại học, Marshall-Burnett sẽ tiếp tục làm người đứng đầu chương trình giáo dục điều dưỡng tại cơ sở Mona của Đại học West Indies. Bà là Chủ tịch thứ 8 của Thượng viện Jamaica, phục vụ từ năm 1995 đến 2007.

## Sự nghiệp chính trị
Năm 1992, Marshall-Burnett được Thủ tướng bổ nhiệm để lấp chỗ trống tại Thượng viện Jamaica. Bà đã thu hút sự chú ý của Thủ tướng thông qua các cuộc đàm phán của bà với chính phủ thay mặt cho Hiệp hội Y tá Jamaica. Marshall-Burnett chuyển sang làm Phó Chủ tịch Thượng viện, và năm 1995 trở thành Chủ tịch. Bà phục vụ ở vị trí này cho đến năm 2007. Trong toàn bộ thời gian ở Thượng viện, Đảng Quốc gia Nhân dân là đảng chiếm đa số trong Quốc hội Jamaica. Bà mất vào ngày 10 tháng 10 năm 2014.

## Danh dự
Kết nối lại những đóng góp của bà cho lĩnh vực điều dưỡng, Syringa Marshall-Burnett đã được trao tặng Huân chương Phân biệt (Lớp chỉ huy) năm 1990, và được bổ nhiệm làm Công lý Hòa bình. Một trung tâm học thuật tại Đại học West Indies, Trung tâm Hợp tác Y tế Thế giới Syringa Marshall-Burnett về Giáo dục Điều dưỡng và Hộ sinh, được đặt tên để vinh danh bà.